# آرکیدیا، بوتیتورت شهرستان، ویرجینیا
آرکیدیا (به انگلیسی: Arcadia) یک منطقهٔ مسکونی در ایالات متحده آمریکا است که در شهرستان باتتورت، ویرجینیا واقع شده‌است.